# Стать Севера
«Стать Севера» — четырнадцатый студийный альбом группы «Алиса», вышедший в 2007 году. Альбом состоит из девяти композиций и двух бонусов: «Ветер» и «Rock-n-Roll», в записи которого участвовало большое количество российских рок-музыкантов. Песня «На пороге неба» звучит в трейлере к фильму «Волкодав из рода Серых Псов». По словам К. Кинчева, главная тема альбома — «что мы, Россия, — это именно Север, а не Восток и не Запад, не Европа и не Азия».

## Запись и презентация
Запись альбома проходила в Санкт-Петербурге на студии «Добролёт» летом 2006 года. Над этим работали Е. Левин и А. Мартисов. «Стать Севера», как и два предыдущих альбома группы, сводился саунд-продюсером Джемом на студии «Topaz» в Кёльне, так как отношения, сложившиеся с немецкими партнёрами, полностью устраивали музыкантов. Мастерингом занимался Кай Бланкенберг осенью 2006 года в Дюссельдорфе на студии «Skayline—Tonfabric».
Презентация альбома состоялась 14 апреля в Москве в Лужниках и 27 апреля в Санкт-Петербурге во дворце спорта «Юбилейный». Во время концерта в Лужниках была исполнена песня «Власть» с будущего альбома «Пульс хранителя дверей лабиринта», которая подверглась резкой критике на Украине. Перед началом её исполнения Константин Кинчев сделал предисловие:

«Эту песню мы хотели приберечь для нашего нового альбома, но она почему-то наделала много шуму на Украине. Наверное, у кого что болит, тот о том и говорит. А мы всего лишь хотели выразить наше отношение к такому понятию, как власть».

## Список композиций
Все тексты написаны Константином Кинчевым, вся музыка написана Константином Кинчевым, за исключением отмеченного.
| №  | Название                                      | Автор(ы)      | Длительность |
| -- | --------------------------------------------- | ------------- | ------------ |
| 1. | «Дым»                                         |               | 4:45         |
| 2. | «Иго любви»                                   |               | 5:15         |
| 3. | «На пороге неба»                              |               | 7:25         |
| 4. | «Стать Севера»                                |               | 4:25         |
| 5. | «Печаль»                                      |               | 4:23         |
| 6. | «Старые раны» (музыка и слова: Майк Науменко) | Майк Науменко | 4:54         |
| 7. | «Падал снег»                                  |               | 5:14         |
| 8. | «Жизнь струны»                                |               | 3:51         |
| 9. | «Северная быль»                               |               | 5:11         |

| №   | Название      | Длительность |
| --- | ------------- | ------------ |
| 10. | «Ветер»       | 3:28         |
| 11. | «Rock-n-roll» | 5:07         |

- «Дым» была написана 7 января 2006 года на Покровке.
- «Иго любви» была написана 1 августа 2005 года в Сабе.
- «На пороге неба» была написана 15 августа 2005 года в Сабе. К Константину Кинчеву обратились с предложением об участии в рекламном ролике к фильму «Волкодав из рода Серых Псов», и он, прочитав сценарий, согласился. Ролик был снят на уже готовую песню «На пороге неба». В оригинале она длится около семи минут, и для участия в клипе было убрано два наиболее важных и личностных куплета[4]. Режиссёром-постановщиком стал Карен Оганесян. Съемки проходили 12 октября 2006 года на помосте, установленном в сказочном деревянном городе Галирад, который был построен специально для фильма. Также в клип вошли эпизоды из самого фильма. Использовались пиротехнические эффекты и компьютерная графика. Ролик с одной стороны поддерживал рекламную кампанию Волкодава, а с другой — предварял выход альбома «Стать Севера». Первый показ клипа на телевидении состоялся 15 ноября.

- «Стать Севера» была написана 23 декабря 2005 года на Покровке.
- Печаль была написана Константином Кинчевым в 10 апреля 1997 году[5]. Лидер чеченской группы «Бекхан», Бекхан Барахоев, обратился к Константину с просьбой разрешить ему исполнить эту песню, и лидер группы Алиса ответил согласием. В результате «Печаль» в исполнении группы «Бекхан» можно услышать на альбоме «На краю», вышедшем в 1998 году. В записи этого альбома, которая проходила на студии ДДТ-rec, участвовал гитарист группы «Алиса» Евгений Лёвин (звук).

- «Старые раны» была написана Майком Науменко. Когда Константина Кинчева спросили, почему он решил исполнить именно её, он ответил, что «почувствовал эту песню как свою, сроднился с ней»[6].

- «Падал снег» была написана 3 января 2006 года на Покровке.
- «Жизнь струны» была написана 25 июля 2005 года в Сабе. Она посвящена Виктору Цою.
- «Северная быль» была написана 11 января 2006 года на Покровке.
- «Ветер» была написана 18 февраля 2000 года на Покровке.
- «Rock-n-roll» была написана 28 августа 2005 года в Сабе. Для записи были приглашены многие российские рок-музыканты: Армен Григорян, Сергей Галанин, Вячеслав Бутусов, Рикошет, Александр Ф.Скляр, Алексей Романов, Сергей «Чиж» Чиграков, Борис Гребенщиков, Михаил Борзыкин, Гарик Сукачёв, Владимир Шахрин, Вадим и Глеб Самойловы, Александр Васильев, Дмитрий Ревякин, Андрей Князев, Михаил Горшенёв, Антон «Пух» Павлов, Евгений «АйАйАй» Фёдоров, Андрей Макаревич. Юрий Шевчук тоже приехал на студию и спел свою строчку в песне, но после позвонил и попросил её стереть. В создании аранжировки вместе с музыкантами «Алисы» участвовал гитарист «Ва-Банка» Сергей Левитин. Планировалось также организовать большой концерт в Москве с участием этих музыкантов, но замысел претворить в жизнь не получилось.

## Издания
Впервые «Стать Севера» был издан ООО «Первое Музыкальное Издательство» и ООО «Гранд Рекордс Паблишинг» в 2007 году.
В 2009 году Real Records переиздал 17 номерных альбомов «Алисы» в большом картонном боксе. Издания в формате Digipack были дополнены бонус-треками с концертных альбомов. На альбоме «Стать Севера» — это концертная версия «Rock-n-Roll».
В 2015 году альбом был переиздан на CD компанией «Мистерия звука» в подарочном варианте.

## Оформление
В центре обложки, выполненной в чёрном цвете, изображён чертополох. Справа от его стебля расположено название альбома, слева — логотип группы. Рисунок выполнен в синем цвете. Такой же чертополох был на бляшке ремня, в котором выступал Константин Кинчев. Над оформлением альбома работал М. Ганнушкин, также использовались фотографии В. Потапова.

## Константин Кинчев об альбоме

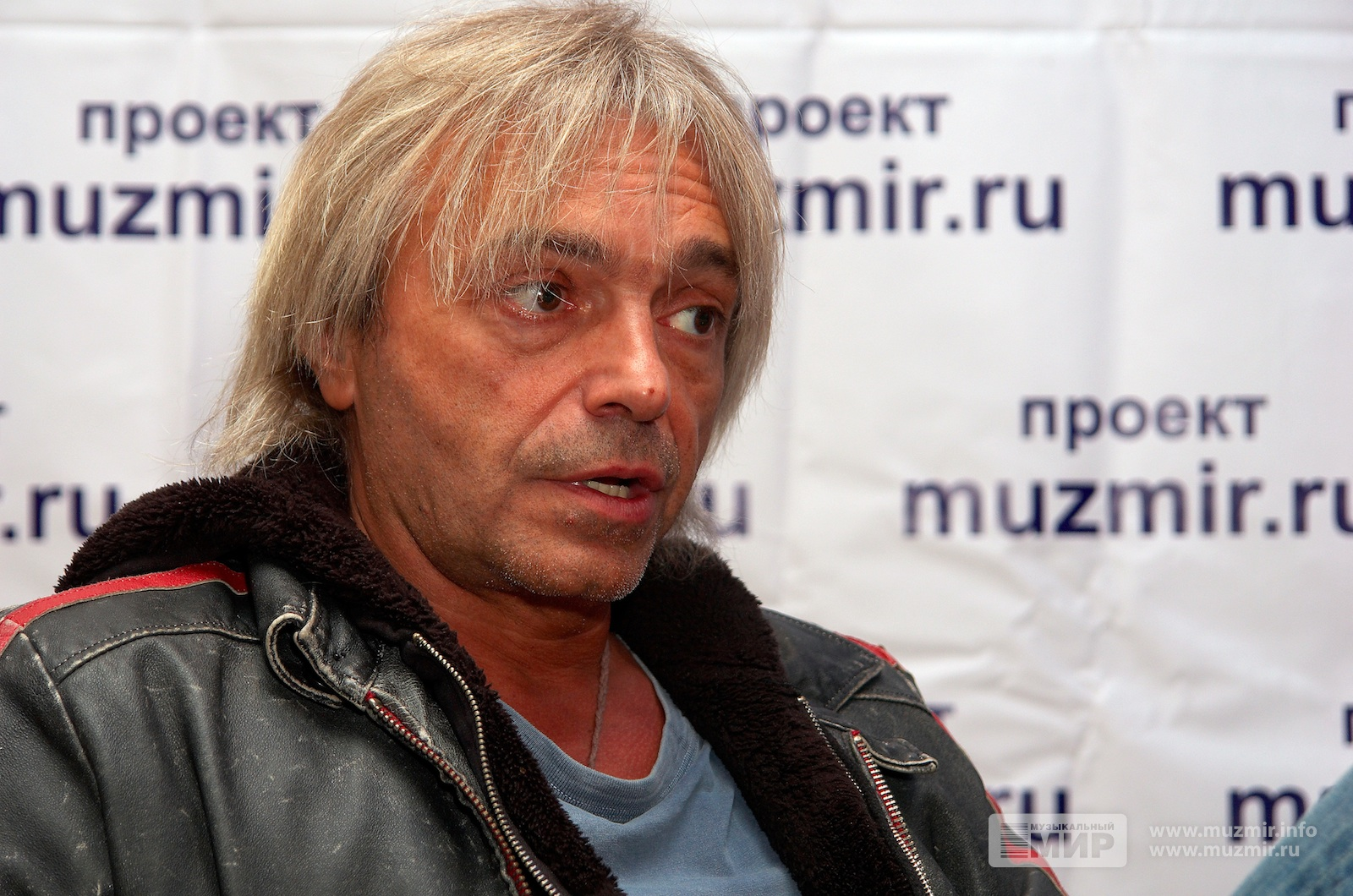
Константин Кинчев на автограф-сессии (Сыктывкар, магазин «Музыкальный мир», 2007 год)

На вопрос о том, что он вкладывал в понятие «север» Константин Кинчев ответил так:

«Сейчас много говорится о поисках выборного пути, по какой модели следует развиваться нашему государству — Восток или Запад, Европа или Азия. Для меня эти вопросы давно сняты… Согласитесь, находясь, к примеру, в Магадане или Петропавловске-Камчатском очень смешно наблюдать по телевизору рассуждения высоколобых политологов, сидящих в телестудии, о том, что мы Европа. Мы — Север, объединяющий Восток и Запад, и это звучит вразумительно и для тех, кто живёт на Псковщине, и для тех, кому суждено было родиться на Колыме. У нас свой, ни на кого не похожий путь».
В интервью «Газета.ru» Константин сказал, что вначале у него появилась эта мысль, а потом стали рождаться песни, которые получились «более личностные, более углублённые внутрь».
Сам альбом, по его словам, получился «достаточно меланхоличный, но с ощущением выхода и с чётким осознанием правильности выбранного пути»:

«Альбом получился несколько тягучий. На мой взгляд, приглушённый, камерный и несколько мрачный в плане музыки. Я бы это назвал готикой, но это моя, личная готика. Что касается групп, повлиявших на звук… Ну вы послушаете — найдете с кем сравнить. Но из готики в общепризнанном понимании я как слушал, так и слушаю Sisters of Mercy и Cure. Саунд альбома обусловлен и тем, что была задача дать больше возможностей клавишнику, и я это сделал. Дима много очень сделал для этого альбома. Больше электроники хотелось».

## Список исполнителей
- Константин Кинчев — вокал;
- Петр Самойлов — бас, вокал;
- Евгений Лёвин — гитары, эдиты;
- Игорь Романов — гитары;
- Андрей Вдовиченко — барабаны;
- Дмитрий «Ослик» Парфёнов — клавишные, петли, эдиты, компьютер;
- Юрий Шлапаков — звук.
- Коха Pushking — вокал (6, 7, 9)

В записи песни «Rock’n’roll» принимали участие многие российские рок-музыканты, фамилии которых указаны выше.